# 송정미
송정미(1967년 4월 30일 ~)는 대한민국의 가수다. 1991년 1집 앨범 [잃어버린 영혼을 향하여]로 데뷔했다.

## 방송
- 제 8회 극동방송 전국복음성가경연대회 (1989) - 대상
- 가스펠스타C 2 (2012) - 진행
- CTS 대한민국 K-가스펠 (2021) - 심사위원

## 학력
- 연세대학교 성악과
- 세화여자고등학교

학창시절 학교중창단DELL ('세화여고합창단'으로, 이후 '세화여고 오케스트라'로 발전함) 멤버로 활동했다.
- 세화여자중학교
- 반포초등학교

## 피처링
- 드림아이 <축복송> (2016)

## 공연
- Godspell (1988)

## 수상
- 제1회 CAM 전국대학생복음성가경연대회 금상 (1988)

## 경력
- 숭실대학교 음악원 교회음악과 주임교수 (1999)